# Lac Kejimkujik
Le lac Kejimkujik est un lac naturel de 26 km2 situé dans les comtés d'Annapolis et de comté de Queens en Nouvelle-Écosse. Il est le plus grand lac du parc national de Kejimkujik.

## Toponymie
Bien que Kejimkujik soit un toponyme d'origine incontestablement micmaque, la signification du toponyme reste nébuleuse. La première signification pourrait être « place qui se gonfle » qui décrirait le caractère houleux du lac. La seconde signification possible serait « passage étroit » qui décrit l'émissaire étroit du lac sur la rivière Mersey. Finalement, le nom du « lac des bons esprits » ou « lac aux fées ». Le nom micmac pour fée est Cegemecaga, qui est assez proche de Kejimkujik et le lac a aussi déjà porté le nom de lac Fairy.

## Géographie

### Hydrologie
Le lac Kejimkujik a un bassin versant de 289 km2. Il reçoit des eaux principalement des rivières Mersey, Little et West. Il se déverse au sud-ouest par la rivière Mersey. Les eaux de lac se renouvelle plutôt rapidement avec une durée de rétention de 0,17 ans.
Le lac couvre une superficie 26,3 km2 pour une profondeur moyenne de 4,4 m et maximale de 19,2 m. Ses rives font 45 km de longueur et son volume d'eau est estimé à 100 000 000 m3.